# Њуфејн (Вермонт)
Њуфејн (енгл. Newfane) град је у америчкој савезној држави Вермонт.

## Демографија
По попису из 2010. године број становника је 118, што је 2 (1,7%) становника више него 2000. године.
| Група             | 2000.       | 2010.       |
| Белци             | 113 (97,4%) | 116 (98,3%) |
| Афроамериканци    | 0 (0,0%)    | 1 (0,8%)    |
| Азијати           | 0 (0,0%)    | 1 (0,8%)    |
| Хиспаноамериканци | 1 (0,9%)    | 1 (0,8%)    |
| Укупно            | 116         | 118         |